# Боров дол
Боров дол е село в Югоизточна България, област Сливен, община Твърдица.

## География
Боров дол се намира в полите на Стара планина. През него минава река, която се влива в река Беленска. По време на османското владичество селото е наричано Чам-дере.
Боров дол се намира на 9 км от гара Чумерна. Пътят е много живописен и с прекрасни места за снимки, върви по течението на красива бърза река. През Боров дол минава пътят за Шешкин град. От селото започва пътят за връх Чумерна, както и за много други върхове, опасващи селото. Част от имената от околните върхове са Кавака, Саркъжъ, Каракьотук, Чамборун, от където извира минерална вода с много добър вкус и качества. Има цех за бутилиране на тази вода и се изнася за Италия.

## Население
В селото живеят българи, турци, каракачани и цигани.
| Народност          | Брой | Дял    |
| ------------------ | ---- | ------ |
| Българи            | 331  | 69,1 % |
| Турци              | 89   | 18,6 % |
| Роми               | –    | –      |
| Други              | 59   | 12,3 % |
| Не се самоопределя | –    | –      |

## Забележителности
- Красива природа, голямо разнообразие от диви животни. Селото е обградено от големи планини и иглолистни гори.
- Част от землището на селото попада в защитена зона „Твърдишка планина“ по директива за местообитанията от Натура 2000.
- На 2 – 3 километра южно от селото тече Беленската река, където във вир се събира водата от реката. Дълбок е около 7 м, подходящ за скачане и плуване. Много красиво място, местните го наричат Баликларито.

## Редовни събития
Всяка година има събор, който се провежда през първата неделя на юни. В селото има танцов състав от млади самодейци.
През октомври всяка година през селото минава автомобилното рали „Твърдица“ – кръг от републиканския шампионат. През 1976 – 1988 г. същото трасе е използвано от рали „Златни пясъци“. Представлява скоростен етап с дължина 9,91 км. Трасето е по много тесен път, широк само 3 метра, с обратни завои и бързи пасажи, преминаващи покрай река.